# 寺前镇 (辰溪县)
寺前镇，是中华人民共和国湖南省怀化市辰溪县下辖的一个乡镇级行政单位。

## 行政区划
寺前镇下辖以下地区：
寺前社区、柑子园村、淡家坪村、桃花坪村、木桥江村、杨柳池村、二龙村、巴卡坳村、顾家坪村、山岳坡村、凉水井村和寺前村。